# Мовсесян, Калуст Багдасарович
Калуст Багдасарович Мовсесян (18 августа 1951, с. Чалтырь, Ростовская обл., СССР) — российский художник, живописец, график.

## Биография
Калуст Мовсесян родился 18 августа 1951 году в селе Чалтырь Ростовской области.
С 1967 по 1971 год учился в Ростовском художественном училище им. М. Б. Грекова на отделении театрально-декорационного искусства (преподаватель — Т. Ф. Теряев). Всегда жил в Чалтыре и писал Чалтырь.
Живописные произведения Калуста Мовсесяна находятся во многих российских и европейских музеях, а также в частных коллекциях.
Живёт и работает в селе Чалтырь.

## Работы находятся в собраниях
- Ростовский областной музей изобразительных искусств, Ростов-на-Дону.
- Таганрогский художественный музей, Таганрог.
- Музей современного изобразительного искусства на Дмитровской, Ростов-на-Дону.
- Частные коллекции России, Франции, Армении, Израиля.

## Персональные выставки
- 1996 — «Калуст Мовсесян и Кероп Согомонян». Les Oreades, Париж, Франция.[4]
- 1996 — «Калуст Мовсесян и Кероп Согомонян». Les Oreades, Тулуза, Франция.[4]
- 1996 — «Калуст Мовсесян и Кероп Согомонян». Les Oreades, Люшон, Франция.[4]
- 2008 — «Ученики Т. Ф. Теряева, часть 1: Калуст Мовсесян». М-галерея, Ростов-на-Дону.[5]
- 2010 — «Pere et fils» (совм. с Б. Мовсесяном). Галерея «Le Cheval de Sable», М-галерея, Париж, Франция.
- 2010 — «Pere et fils» (совм. с Б. Мовсесяном). «Саггоusel du Louvre», М-галерея, Париж, Франция.
- 2011 — «Отец и сын» (совм. с Б. Мовсесяном). М-галерея, Ростов-на-Дону.[6]
- 2018 — «Пространство цвета Калуста Мовсесяна». РОМИИ, М-галерея, Ростов-на-Дону.[7][8]
- 2021 — «Идущий по холмам». РОМИИ, М-галерея, Ростов-на-Дону.[9][10][11][12]

## Цитаты
- «Калуст Мовсесян выбрал свой самостоятельный художественный путь в осмыслении мира и человека. Каждый их его пейзажей — это всегда новое постижение жизни, новое откровение любви. Излучающее свет пространство обретает величественную красоту. Одухотворённый ритм, присущий всему живому, раскрываясь в фактурной игре мазков и световых акцентов, в темпераментной манере исполнения, наполняет образы дыханиемменяющейся атмосферы, пульсирующей энергии жизни»[1] — Ирина Гуржиева, 2022.